# Sieben Schönheiten (Film)
Sieben Schönheiten (italienisch Pasqualino Settebellezze, deutsch Pasqualino Siebenschönheiten) ist ein italienischer Spielfilm aus dem Jahr 1975, der von Lina Wertmüller geschrieben und inszeniert wurde. Die Hauptrollen spielen Giancarlo Giannini, Fernando Rey und Shirley Stoler.
Der Film handelt von einem italienischen Jedermann, der während des Zweiten Weltkriegs aus der Armee desertiert, von den Deutschen gefangen genommen und in ein Gefangenenlager geschickt wird, wo er alles tut, um zu überleben. So liefert er seinen einzigen Kumpel dem Henker aus und lässt sich auf ein sexuelles Verhältnis mit der gefürchteten Lagerkommandantin ein.
Durch Rückblenden erfahren wir von seiner Familie mit sieben unattraktiven Schwestern, seinem versehentlichen Totschlag eines Geliebten einer seiner Schwestern, seiner Gefangenschaft in einem Irrenhaus – wo er eine Patientin vergewaltigt – und seiner Freiwilligenmeldung als Soldat, um der Gefangenschaft zu entkommen.
Für ihre Arbeit an dem Film wurde Wertmüller bei der Oscarverleihung 1977 als erste Frau für den Oscar als beste Regisseurin nominiert.
Bis 1993 geschah das nicht wieder; erst die neuseeländische Filmemacherin Jane Campion wurde für Das Piano entsprechend nominiert. Der Film erhielt drei weitere Oscar-Nominierungen, darunter eine für den besten fremdsprachigen Film, und eine Golden-Globe-Nominierung für den besten ausländischen Film.
Das Szenenbild und die Kostüme wurden von dem Ehemann der Regisseurin, Enrico Job, gestaltet.

## Handlung
Die Schelmengeschichte folgt ihrem Protagonisten Pasqualino, einem dandyhaften Städter im Neapel des faschistischen Italiens zur Zeit des Zweiten Weltkriegs.
Um die Familienehre zu retten, tötet Pasqualino einen Zuhälter, der seine Schwester zur Prostituierten gemacht hat. Um den Körper des Opfers zu entsorgen, zerlegt er ihn und legt die Teile in Koffer. Von der Polizei gefasst, wird er verurteilt und ins Gefängnis gesteckt.
Pasqualino gelingt es, sich in eine Psychiatrie verlegen zu lassen. In seiner Verzweiflung, aus dem Gefängnis zu entkommen, meldet er sich freiwillig für die italienische Armee, die mit der deutschen Armee verbündet ist. Mit einem italienischen Kameraden desertiert er, doch sie werden gefangen und in ein deutsches Konzentrationslager geschickt.
Als Überlebensstrategie entscheidet Pasqualino, der fettleibigen und hässlichen Kommandantin sexuell gefällig zu sein. Sein Plan gelingt, aber die Kommandantin überträgt Pasqualino die Verantwortung für einen Lagerteil als Kapo. Hier muss er sechs Männer auswählen, die getötet werden sollen, um zu verhindern, dass alle getötet werden. Pasqualino entscheidet sich schließlich für die Hinrichtung seines ehemaligen Armeegenossen, außerdem ist er für den Tod eines anderen Mitgefangenen verantwortlich, eines spanischen Anarchisten.
Am Ende des Krieges, nach seiner Rückkehr nach Neapel, entdeckt Pasqualino, dass seine sieben Schwestern, seine Verlobte und sogar seine Mutter alle überlebt haben, indem sie Prostituierte wurden.

## Kritiken
„Effektvoll inszeniertes Grotesk-Melodram, dessen makabrer Humor nicht selten die Grenzen zur Geschmacklosigkeit streift; in seiner politischen Aussage ambivalent. Ein barock anmutender Film mit einem großartigen Hauptdarsteller.“